# Sandra Greatbatch
Sandra Greatbatch (Litcham, 26 februari 1946 – 10 mei 2022) was een Welsh professioneel dartster, die onder meer in 1989 de BDO Gold Cup Women won en drie keer op rij het British Open Women won. Greatbatch wordt gezien als een van de pioniers in het vrouwendarts.

## Biografie
Greatbatch werd geboren als dochter van Robert en Kathy Smith. Greatbatch kwam op jonge leeftijd in aanraking met darts in de pub van haar vader en begon te spelen voor lokale dartclubs. Ze trouwde en kreeg kinderen. Na de geboorte van haar kinderen stopte ze met darten en begon te werken als administratief medewerkster. Toen haar kinderen ouder waren, begon zij opnieuw met darten. Greatbatchs man Barry was eveneens darter. Na jaren in lokale clubs en teams te hebben gespeeld begon zij ook te spelen op toernooien van de World Darts Federation (WDF) en British Darts Organisation (BDO).
In 1989 wist zij haar eerste BDO-titel te winnen door in de finale van de BDO Gold Cup de Engelse Jane Phillips te verslaan. Dit was haar eerste van respectievelijk twintig titels die zij bij die bonden wist te behalen.
In de jaren 90 beleefde zij haar meest succesvolle jaren en wist verschillende toonaangevende toernooien te winnen. In 1991 speelde zij samen met Rhian Speed voor Wales de WDF World Cup op Gran Dorado in Zandvoort. Het Welshe koppel wist de finale met 4-1 te winnen van Jannette Jonathan en Jill Macdonald, die uitkwamen voor Nieuw-Zeeland.
Greatbatch won driemaal de British Open en werd zo de eerste vrouw die het British Open driemaal op rij wist te winnen. Greatbatch won het dameskoppel op de Dutch Open, samen met de Engelse Crissy Howatt in 1997. In 1992 en 1997 was zij runner-up van de Winmau World Masters. In 1997 stond zij in de finale van de British Matchplay Women, die verloren ging met 3-1 van Trina Gulliver. Een jaar later stond zij in ditzelfde toernooi wederom in de finale, ditmaal won Greatbatch wel van Tricia Wright.
In 2001 sloot haar zoon Shaun Greatbatch zich ook aan bij de volwassen afdeling van de BDO. In 2002 deed zij mee aan het BDO World Darts Championship, waar in de kwartfinale van Crissy Howatt werd gewonnen en zo de halve finale werd bereikt. De halve finale werd echter met 2–1 verloren tegen de Nederlandse Francis Hoenselaar. In 2006 deed zij mee aan het British Classic in Ketteringham en bereikte de kwartfinale door de Nederlandse Karin Krappen uit te schakelen. Tijdens het BDO British Open 2007 haalde zij de kwartfinale, waar ze met 3-1 verslagen werd door Anastasia Dobromyslova.
Tijdens het koppeltoernooi van de Engeland Masters in 2010 speelde Greatbatch samen met Juliet Findley, waar de finale werd bereikt; deze werd met 3-0 gewonnen van Trina Gulliver en Sue Gulliver.
Met haar team uit Suffolk pakte ze in 2016 de BDO Champions Cup.
Tot op hoge leeftijd bleef Greatbatch darten voor lokale dartteams. Greatbatch overleed op 10 mei 2022 op 76-jarige leeftijd.  Amper een maand later overleed ook haar zoon Shaun Greatbatch, eveneens een bekend darter.